# Granota amb ungles africana
La granota amb ungles africana (Xenopus laevis, també coneguda com a platanna) és una espècie de granota sud-africana. El seu nom comú deriva de les tres ungles curtes de cada pota posterior, que utilitza per arrencar trossos dels seus aliments. El nom del gènere, Xenopus, significa "peu estrany" i l'epítet específic, laevis, significa "llis".
Aquesta granota és un organisme model
Té una llargada de 12 cm. Té el cap i el cos aplanat però no té ni llengua ni orelles externes.
Es troba a la major part de l'Àfrica subsahariana i ha estat introduïda en llocs aïllats de l'Amèrica del Nord, Sud-amèrica i Europa. Totes les espècies de la família Pipidae no tenen llengua ni dents i són totalment aquàtiques. Les Pipidae són animals carronyers a més d'alimentar-se de moltes menes de preses vives.

## Ús en la recerca científica
És un organisme model important en biologia del desenvolupament. És tetraploide i té un embrió fàcilment manipulable.

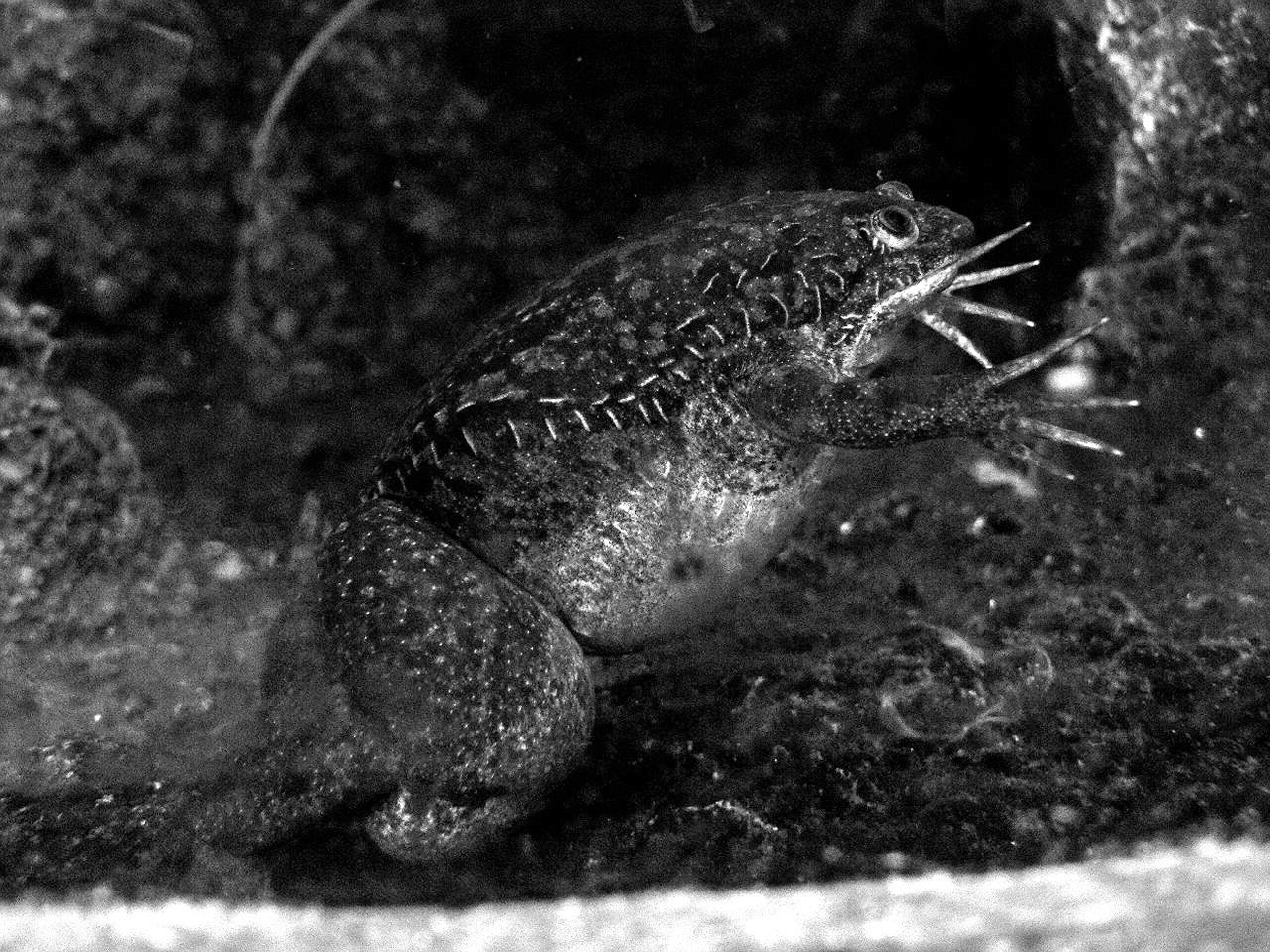
Exemplar en un zoo de Tokyo

Els oòcits de Xenopus proporcionen un sistema d'expressió important per la biologia molecular
El primer vertebrat que es va aconseguir clonar va ser aquesta espècie de granota.
A més diversos exemplars de la granota amb ungles africana van anar a l'espai amb la llançadora espacial Endeavour l'any 1992 per veure si a gravetat zero la reproducció i el desenvolupament eren normals
X. laevis també es va fer servir com test de l'embaràs.

## Com a animals de companyia
Xenopus laevis s'ha usat com animal de companyia des de l'inici de la dècada de 1950. Són animals molt resistents i viuen força temps en captivitat, fins a 30 anys.

## Com a plaga
Són animals voraços i s'adapten a molts hàbitats. Per això pot ser una espècie invasora.